# Ichneumon vorax
Ichneumon vorax là một loài tò vò trong họ Ichneumonidae.